# Шульга Ігор Іванович
Шульга Ігор Іванович — діяч української діаспори в Росії. Кандидат історичних наук, доцент кафедри «Історії Вітчизни та культури» Саратовського державного політехнічного університету. Голова Правління Саратовської регіональної громадської організації "Український культурно-просвітницький центр «Родина». Головний редактор Інтернет-проєктів «Жовтий Клин», Саратов. Учасник конференцій  Української всесвітньої координаційної ради. Член оргкомітету Всеукраїнського Товариства сприяння відродженню літературних музеїв М.Коцюбинського в Криму.

## З біографії
1993 — закінчив Саратовське військове командно-інженерне училище ракетних військ імені А. І. Лизюкова.
1999–2001 — навчався в заочній аспірантурі Саратовського державного університету імені Н. Г. Чернишевського.
2001 — захистив дисертацію «Військова служба поволзьких німців і її вплив на формування їх патріотичної свідомості (1874–1945 рр рр.)» на здобуття наукового ступеня кандидата історичних наук за спеціальністю 07.00.02. — Вітчизняна історія, науковий керівник — доктор історичних наук, професор А. А. Герман.
2003–2010 — працював на посаді старшого викладача кафедри гуманітарних та соціально-економічних дисциплін Саратовського військового інституту біологічної та хімічної безпеки.
З вересня 2010 року працює на посаді доцента кафедри «Історія Батьківщини та культури» Саратовського державного технічного університету імені Ю. А. Гагаріна
З 2014 року очолює Управління підготовки та атестації науково-педагогічних кадрів Саратовського державного технічного університету імені Гагаріна Ю. А.

## Науковий доробок

### Конференції
Міжнародна наукова конференція «Українці поза Україною: мовна, культурна, політична інтерференція» (10-11 квітня 2012 р., Москва)
II міжнародна наукова конференція Російської асоціації україністів «цивілізаційного-культурні зв'язки Росії та України» (1-3 грудня 2011 р., Москва)
5 міжрегіональна наукова конференція «Народи Саратовського Поволжя» (9 грудня 2010, Саратов)
І конференція Російської асоціації україністів (10-11 листопада 2010 р., Москва)
13 міжнародна наукова конференція Міжнародної асоціації дослідників історії та культури російських німців (МАІІКРН): «Громадянська ідентичність і внутрішній світ російських німців в роки Великої Вітчизняної війни і в історичній пам'яті нащадків» (20-24 жовтня 2010 р Москва)
III міжнародний науковий конгрес «Діаспора як Чинник утвердження держави Україна у міжнародній спільноті: сучасний вимір, Проекція в майбутнє» (23-25 червня 2010 р .,Львів, Україна)
Міжнародна наукова конференція «Механізми формування та способи прояву етнокультурної ідентичності: Україна, Білорусь, Польща» (6-7 квітня 2010 року, Москва)
Міжнародна науково-практична конференція «Україністика в Росії: історія, стан, тенденції розвитку» (11-12 листопада 2009 р., Москва)
Всеросійська наукова конференція «Захід — Росія — Схід в історичній науці XXI століття: наукові парадигми і дослідницькі новації» (14-16 травня 2009 р., Саратов)
II міжнародна науково-практична конференція "Діаспора як чинник утвердження держави Україна у міжнародній спільноті. Українська діаспора у світовій цівілізації "(18-20 червня 2008 р., Львів, Україна)

## Основні публікації
Шульга И. И. Отечественная история и культура: Учебное пособие / И. И. Шульга — Саратов: Сарат. гос. техн. ун-т, 2012. — 72 с.
Малова Н. А., Шульга И. И. Отечественная история и культура в вопросах и ответах: Учебное пособие. — Саратов: Сарат. гос. техн. ун-т, 2012. — 152 с.
Шульга И. И. История Отечества и культуры. Теория и практика: Учебное пособие. — Саратов: Сарат. гос. техн. ун-т, 2011. — 74 с.
Шульга І. І. Шляхи політики «українізації» в Низовому Поволжі // Діаспора як чинник утвердження держави Україна у міжнародній спільноті. Українська діаспора у світовій цивілізації. — Львів: «Львівська політехніка», 2008. — С. 108–113.
Шульга И. И. Немцы Поволжья в российских вооруженных силах: воинская служба как фактор формирования патриотического сознания. — М: АОО «Международный союз немецкой культуры», 2008. — 176 с.